# Eliasz I (syryjsko-prawosławny patriarcha Antiochii)
Julian II (ur. ?, zm. 723) – w latach 709-723 47. syryjsko-prawosławny Patriarcha Antiochii. Był melchitą, który po przeczytaniu pism św. Sewera zmienił wyznanie na syryjsko-prawosławne. W 709 roku został wybrany Patriarchą Antiochii.